# Isodactylactis discors
Isodactylactis discors is een Cerianthariasoort uit de familie van de Cerianthidae. De wetenschappelijke naam van de soort is voor het eerst geldig gepubliceerd in 1907 door Senna.